# Римская литература
Римская литература — литературная традиция, возникшая в Древнем Риме на латинском языке. Традиционные рамки римской литературы устанавливаются от её возникновения в III веке до н.э. и до падения Западной римской империи в 476 году н.э. В последующие века латиноязычная литературная традиция продолжилась, но она обычно рассматривается отдельно.
Писатели Древнего Рима находились под большим влиянием древнегреческой литературы, но смогли создать новые жанры и новые эстетические критерии. Римская литературная традиция стала образцом для европейской литературной традиции. Изучение латинских авторов было основой гуманитарного образования в Европе Средних веков и Нового времени, и до начала XX века было обязательной частью среднего образования. Такие авторы, как Цицерон, Вергилий и Юлий Цезарь, исторически считаются образцами стиля и художественного мастерства. И по сей день римская литература активно изучается, переводится и издаётся.

## Доклассический период (до 81 года до н. э.)

### Предпосылки развития римской литературы

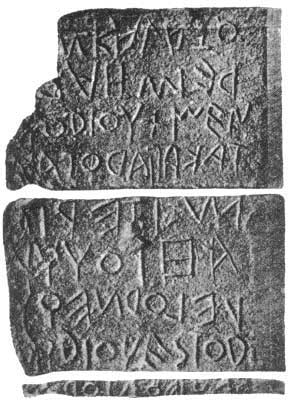
Надпись на «Чёрном камне» (Lapis niger) VI в. до н. э. является древнейшим письменным памятником на латыни.

Римская литература возникает во второй половине ΙΙΙ в. до. н. э., когда Римская республика уже является могущественным государством и претендует на доминирование над всем Средиземноморьем. Появление римской литературы произошло на базисе существующей устной поэзии и письменности, и происходило под влиянием культуры Древней Греции.
Существуют свидетельства об устной литературе римлян, которая, за небольшим исключением, не дошла до нынешнего времени. Самым древним сохранившимся лирическим текстом на латыни является гимн Арвальских братьев, который является записью устной ритуальной поэзии. Кроме того, из дописьменной эпохи дошли отрывки гимнов жрецов салиев. Сведения о фольклоре содержатся у Горация, который сообщает о фесценнинах (лат. versi Fescennini, от города Fescennia), остроумных стихах, которыми перебрасывалась молодёжь осенью на сельских празднествах, после уборки жатвы и сбора винограда. У Тита Ливия говорится о так называемой сатуре (лат. satura), драматическом представлении, с музыкой, пением и пляской. Предполагается, что устная римская поэзия могла обладать разработанным правилами стихосложения.

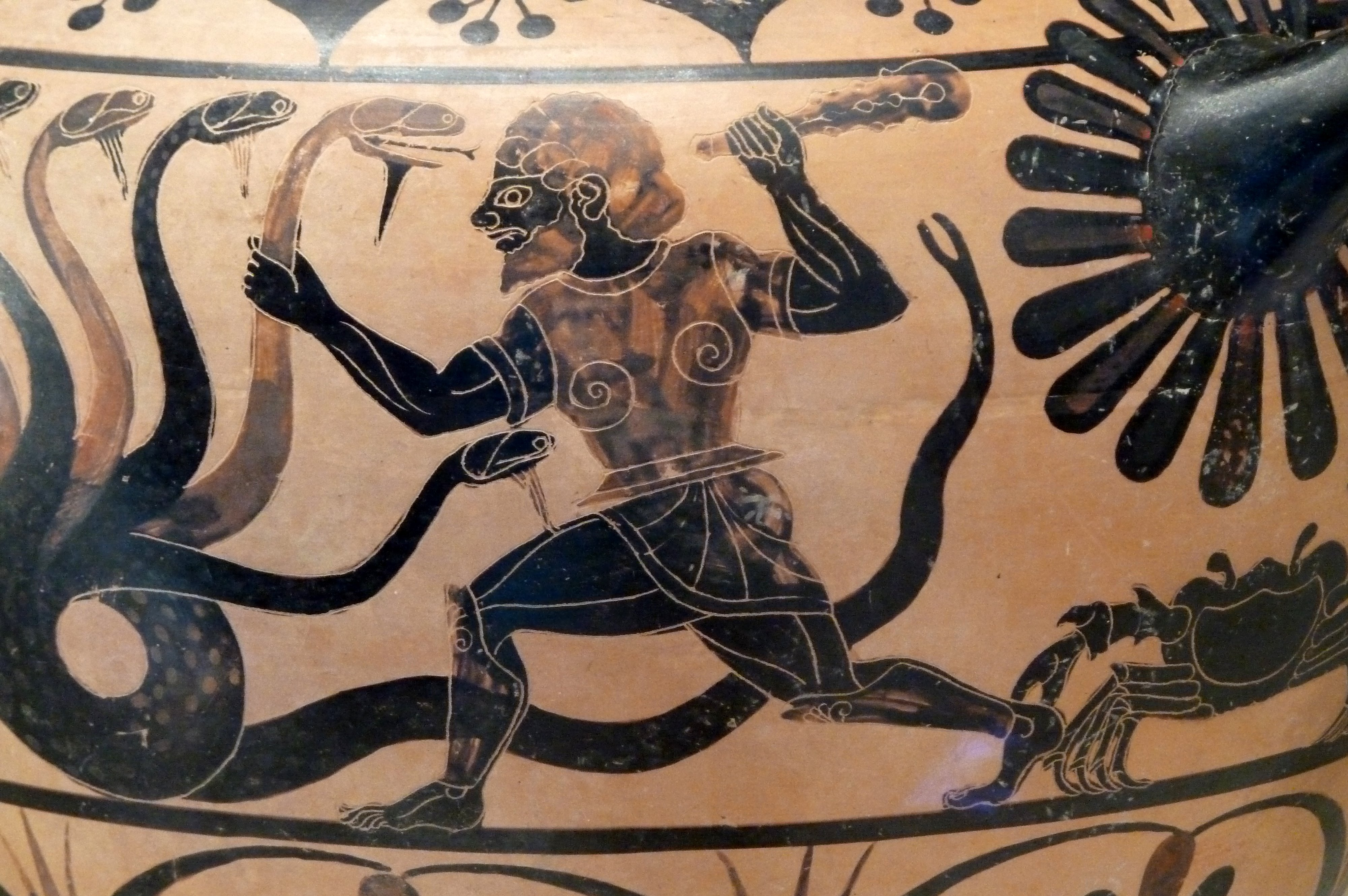
Этрусская ваза с изображением Геракла, поражающего Гидру. VI в. до н. э. Музей Гетти, США.

Важным фактором развития латинской литературы является греческое влияние. С VIII века до н. э. в Италии существовали греческие колонии, которые получили название Великой Греции. Сиракузы на Сицилии стали важным центром эллинистической культуры, где работали такие выдающиеся личности как поэт Феокрит и математик Архимед. На территории Апеннинского полуострова сильной эллинизации подверглись соседствующие с Римом этруски, в чьё искусство начали проникать греческие персонажи и мотивы.
В Риме греческое влияние проявлялось в том, что латинский алфавит сложился на основе западногреческого, а римская религия переняла многие черты религии эллинистической.
Дополнительным фактором эллинизации римского общества было наличие в городе большого количества рабов. В ходе экспансии на территорию Греции Рим пленил большое количество местных жителей, многие из которых имели хорошее образование. В результате, в Риме оказалось большое количество людей, владеющих греческим языком. Рабы-греки занимались не только физическим трудом, но и обучением. Им часто отдавались на воспитание дети римской аристократии, которых с детства приобщали к языку и литературе Греции.
В коллегии понтификов составлялась ныне утраченная летопись Annales Maximi, упоминаемая Цицероном. Кроме того, Цицерон и Тит Ливий упоминают существование записанных похоронных речей (лат. laudationes funebres). Из записанных политических речей известна речь, сказанная в сенате против Пирра Аппием Клавдием Слепым в 280 г. до н. э., и дошедшая до времён Цицерона.

#### Развитие театра

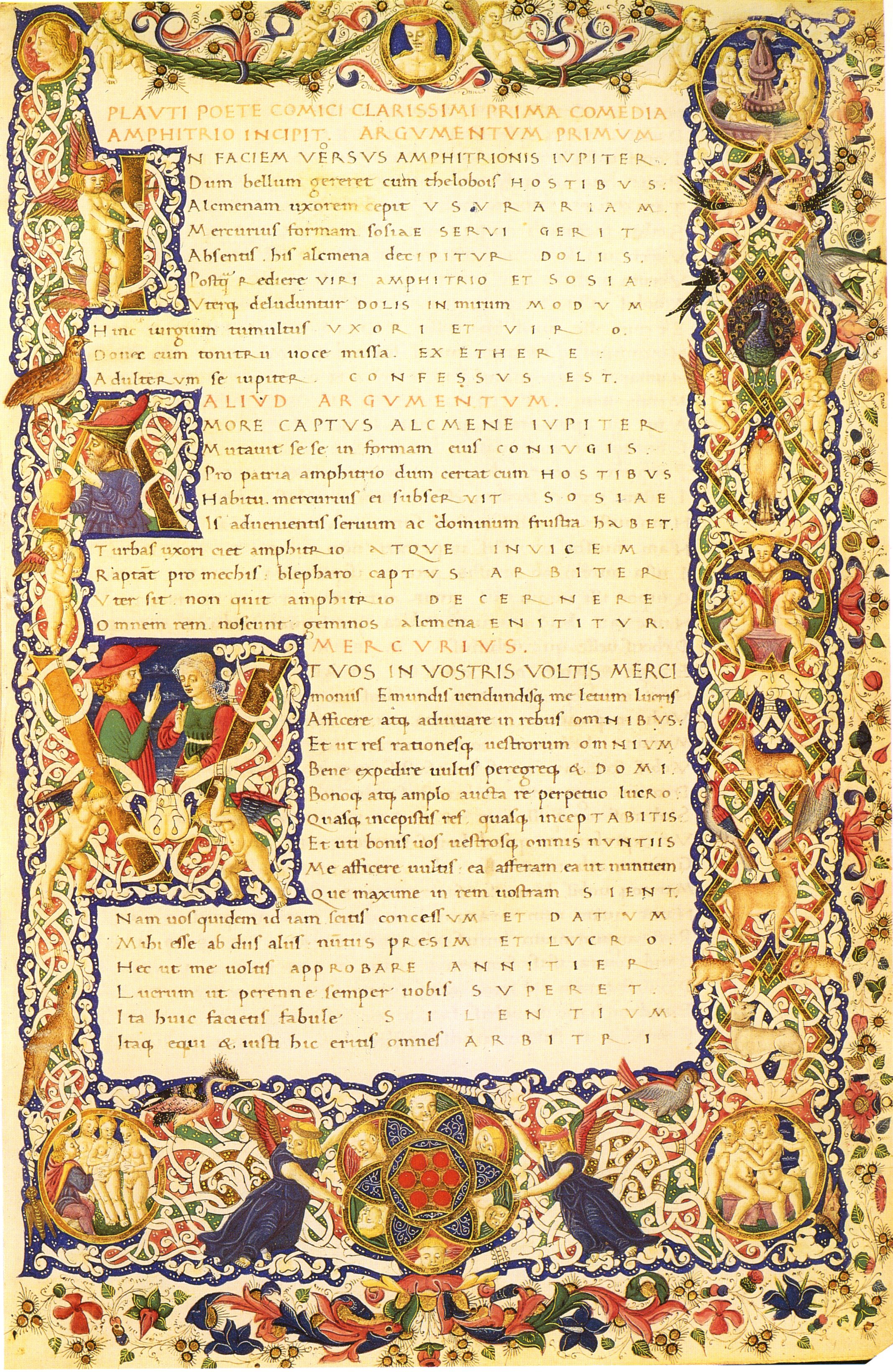
Текст комедии Плавта «Амфитрион». XV век. Библиотека Лауренциана. Plut. 36.41, fol. 1r.

#### Историография

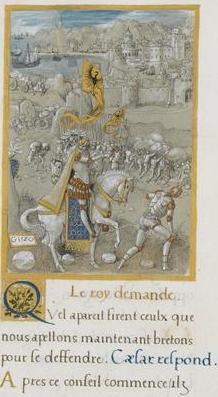
Годфруа Батав. Прибытие Цезаря к венетам. Иллюстрация к ΙΙΙ книге «Записок о Галльской войне». Франция, 1520 г.